# Pristimantis palmeri
Pristimantis palmeri är en groddjursart som först beskrevs av George Albert Boulenger 1912.  Pristimantis palmeri ingår i släktet Pristimantis och familjen Strabomantidae. IUCN kategoriserar arten globalt som livskraftig. Inga underarter finns listade i Catalogue of Life.